# Bregma
O bregma (do grego βρέγμα parte superior da cabeça "frente") é um ponto anatômico do crânio situado em onde a sutura coronal intercepta perpendicularmente a sutura sagital. É o ponto de encontro do osso frontal e dos ossos parietais.

## Desenvolvimento
No crânio fetal ou do recém-nascido, o bregma é conhecido como fontanela anterior.